# Ham, Bỉ
Ham là một đô thị ở tỉnh Limburg, Bỉ. Ngày 1 tháng năm 2006, Ham có tổng dân số 9.705 người. Tổng diện tích 32,69 km² với mật độ dân số 297 người trên mỗi km².
Đô thị Ham được lập tháng 1 năm 1977 thông qua việc hợp nhất các đô thị Oostham và Kwaadmechelen.